# フィリピンにおけるコーヒー生産
フィリピンにおけるコーヒー生産は早くも1740年にはスペインのコーヒー移入により開始された。かつてはフィリピンの主要産業の一つであり、200年ほど前には4番目の規模を持つ産業であった。
2014年現在の生産高は25,000トンであり、農産品目において110位である。その一方で、コーヒーの国内需要は高く年間の消費量は100,000トンに及ぶ。フィリピンは採算性の見込めるアラビカ種、リベリカ種（バラコ）、エクセルサ種、ロブスタ種の主要4品種を生産している数少ない国の一つである。同国で生産されている品種の90パーセントはロブスタ種である。同国ではコーヒー産業を活性化させる取組みがなされている。

## 歴史
フィリピンのコーヒーの歴史は1740年にフランシスコ会の修道士がバタンガス州のリパに最初のコーヒーを植樹したことに始まる。フィリピンに移植されたコーヒーノキはメキシコから輸入されたものである。後にアウグスティヌス会の修道士イライアス・ネブレダとベニート・バラスによってアイバーン、レメリー、サンホセ、タール、タナウアンといったバタンガス州の他の地域でもコーヒーの生産が促進された。コーヒー栽培はバタンガス州の経済的基盤となり、リパは後にフィリピンのコーヒーの首都と呼ばれるようになった。
南北戦争後の1865年、ブラジル産のコーヒーよりも割安で輸入することができるフィリピン産のコーヒーの需要が米国内で急増した。バタンガス州のバラコ・コーヒーはマニラからサンフランシスコに輸出された。同年のフィリピン産コーヒーの半分はサンフランシスコに輸送された。1869年のスエズ運河開通後にはヨーロッパへの輸出も開始された。1876年には隣接するカヴィテ州のアマデオにもコーヒー栽培が開始された。しかし依然としてリパがフィリピンの主要生産地であり続け、バラココーヒーの価格はジャワコーヒーの価格の5倍に上った。1880年、フィリピンは世界第4位のコーヒー豆輸出国となった。コーヒー生産で競合するブラジル、アフリカ、ジャワが1887年から1889年のコーヒー錆病の蔓延により生産量を落とすとフィリピンはコーヒーの世界で唯一の供給源となった。
1889年にコーヒー錆病がフィリピンでも蔓延し、害虫による被害も増加すると、フィリピンのコーヒー生産量は暴落した。これらの出来事によりバタンガス州のコーヒー農園は事実上壊滅した。1891年の総生産量は1889年の6分の1にまで落ち込んだ。この時期にブラジルはコーヒー主要生産国の地位を回復した。バタンガス州とカヴィテ州のコーヒー農家は生き残ったコーヒーの苗木も他の作物へ転作してしまった。
1950年代にアメリカ人の援助を受けてフィリピン政府はより耐病性のある様々なコーヒーの品種を導入した。商業用に一定の量のインスタントコーヒーの生産も開始され、この結果コーヒーの需要が増加した。1960年代には多くの農家がコーヒー生産に回帰した。コーヒー農家が突然増加したため、コーヒーの国際価格は一時的に暴落した。1980年、フィリピンは国際コーヒー機関（ICO）に加盟した。

## 脚註
1. ↑  Flores, Wilson Lee (2014年1月13日). “How can the Philippines be a top coffee exporter again?”. The Philippine Star 2015年11月15日閲覧。
2. 1 2  “Coffee's Rich History in the Philippines”. Philippine Coffee Board.   Philippine Coffee Board. 2012年2月16日時点のオリジナルよりアーカイブ。2015年11月15日閲覧。
3. ↑  Imbong, Peter (2014年12月18日). “Philippines tries to reignite production”. Nikkei Inc. (Nikkei Asian Review) 2015年11月15日閲覧。
4. 1 2 3 4  “Uplifting the local brew”. Manila Standard. (2000年10月25日) 2015年11月15日閲覧。
5. 1 2  Plantilla, Anabelle (2008年12月27日). “Coffee for Christmas”. The Manila Times 2015年11月15日閲覧。